# 캅사스포라속
캅사스포라속(Capsaspora)은 일종의 작은 단세포 진핵생물로 달팽이 Biomphalaria glabrata의 혈액 림프에서 공생한다.

## 분류
후편모생물의 일종임에도 불구하고, 기존의 누클레아리아류 또는 메소미케토조에아와 같은 후편모생물 계통에는 속하지 않는 것으로 추측된다. 미니스테리아속과 함께 자신을 포함하는 분류군의 일부이다. 이 분류군은 동물 및 깃편모충류와 관련이 있다.